# Hyloxalus excisus
Espèce
Synonymes
- Colostethus excisus Rivero & Serna, 2000 "1995"

Statut de conservation UICN

 DD  : Données insuffisantes
Hyloxalus excisus est une espèce d'amphibiens de la famille des Dendrobatidae.

## Répartition
Cette espèce est endémique du département d'Antioquia en Colombie. Elle se rencontre à Envigado vers 2 200 m d'altitude dans la cordillère Occidentale.

## Publication originale
- Rivero & Serna, 2000 "1995" : New species of Colostethus (Amphibia, Dendrobatidae) of the Department of Antioquia, Colombia, with the description of the tadpole of Colostethus fraterdanieli. Revista de Ecologia Latino Americana, vol. 2, no 1/3, p. 45-58.